# Asplenium excelsum
Asplenium excelsum là một loài thực vật có mạch trong họ Aspleniaceae. Loài này được Lellinger miêu tả khoa học đầu tiên năm 1985.